# Rore
Rore è una frazione del Comune di Sampeyre, in provincia di Cuneo, che rappresenta, geograficamente, il raccordo tra la bassa e l'alta Valle Varaita. 

## Caratteristiche
Rore si differenzia da molti altri borghi di montagna per la crescita demografica avvenuta negli ultimi anni che lo hanno reso la più popolata tra le frazioni di Sampeyre. Rore si trova sul versante solatio, poco distante dal fondovalle, dove i ruscelli Cantarane e Rore quasi convergono prima di raggiungere il Varaita.
Rore è una delle quattro frazioni di Sampeyre che, ogni cinque anni (2012, 2007, 2002, etc.), danno vita alla "Baìo", una rievocazione storica in costume molto sentita dalla popolazione occitana della Valle Varaita. La Baìo è celebrata nel mese di Febbraio, all'incirca in concomitanza con il Carnevale.

## Edifici di interesse

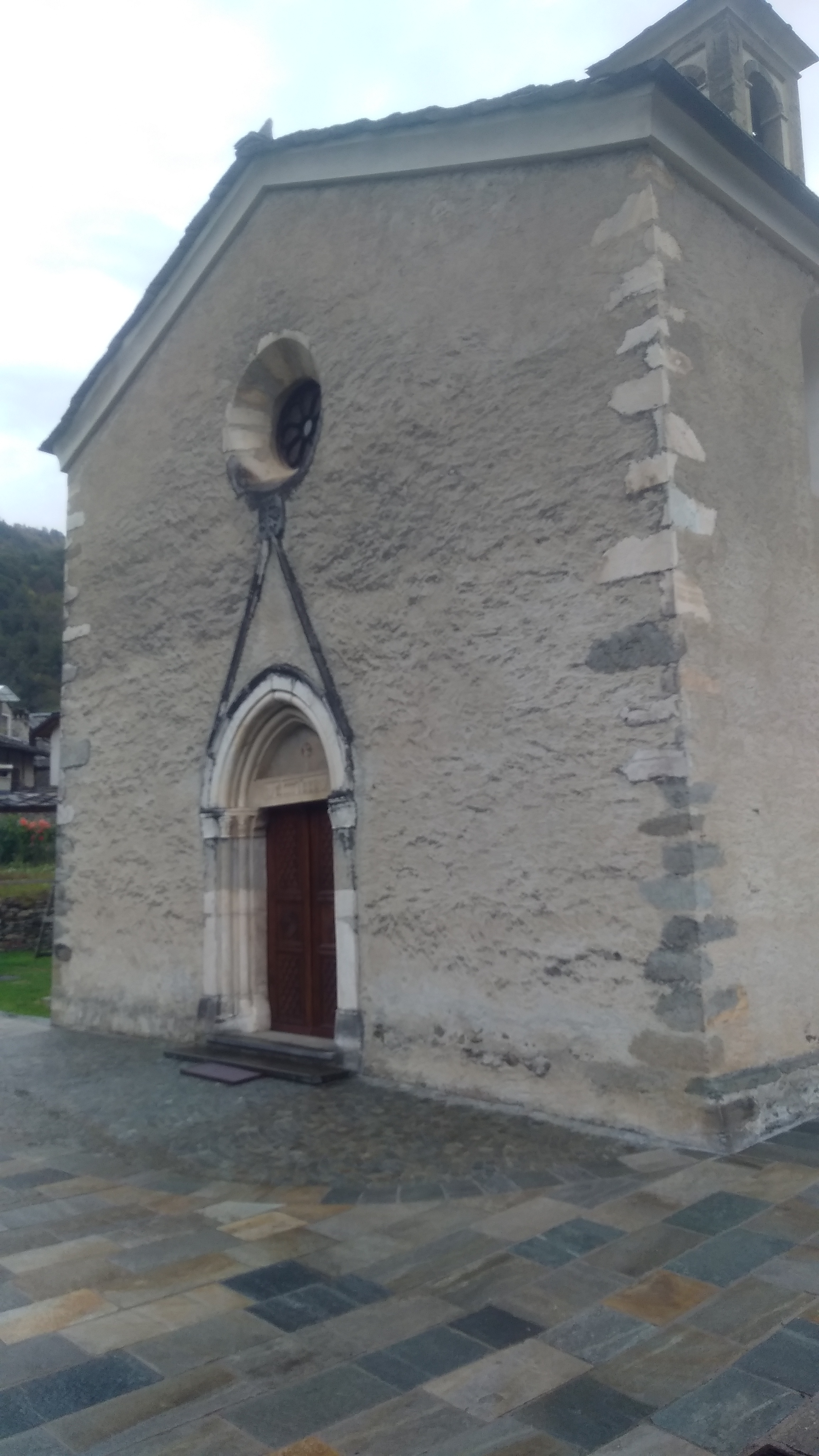
La parrocchiale

- Chiesa parrocchiale di San Nicolao, che costituisce una delle quattro parrocchie nelle quali era storicamente diviso il territorio di Sampeyre[1]. Sulla facciata spicca la data 1520 incisa in caratteri gotici corsivi, un tipo di scrittura decisamente raro in Piemonte[2]